# Los Barrios
Los Barrios è un comune spagnolo di 22 311 abitanti situato nella comunità autonoma dell'Andalusia.